# Lucianoz
Luciano Jerry Axelsson, mer känd under artistnamnet Lucianoz, född 13 maj 1993 i Solna församling i Stockholm, är en svensk dansbandssångare.

## Biografi
Lucianoz växte upp med föräldrar som lyssnade på dansband, framför allt Stefan Borsch och Flamingokvintetten. Lucianoz försökte först få genomslag med RnB som artist och prövade att komma med i Idol, där han kom till slutaudition 2021. Genom sitt Tiktok-konto fick han stort genomslag: I oktober 2022 spelade hans syster in ett klipp där han sjöng Borschs "Det är ju dej jag går och väntar på". På kort tid fick klippet hundratusentals visningar och Lucianoz fick ett skivkontrakt och gjorde flera tv-framträdanden. Bara månader efter klippet släpptes en cover på Spotify, och han bjöds in att uppträda i mellanakten på Melodifestivalen med en dansbandscover på Pernilla Wahlgrens "Piccadilly Circus". Det blev Lucianoz första liveframträdande för storpublik.
Under våren 2023 turnerade Lucianoz i Sverige. Sommaren 2023 uppträdde han på Allsång på Skansen och Victoriadagarna. Den 2 oktober 2023 hade realityserien Lucianoz – Dansbandsstjärnan från Rinkeby premiär på TV4.